# Janez Kranjc (duhovnik)
Janez (Ivan) Kranjc, slovenski duhovnik in mučenec, * 24. avgust 1914, Voglajna, † 24. december 1941, Ervenik, Hrvaška

## Življenjepis
O Kranjčevem zgodnjem življenju ni veliko znanega. Rodil se je 24. avgusta 1914 v zaselku Voglajna, blizu Gorice pri Slivnici. Kot majhen se je šolal v osnovni šoli na Slivnici pri Celju, nedaleč od Voglajne. Z 19. leti je leta 1933 prišel v bogoslovno semenišče v Šibeniku na Hrvaškem. Duhovniško posvečenje je prejel 18. junija 1939 ter nato deloval kot župnijski vikar v krajih Nunić ter Ervenik pri Kistanju v zadarski nadškofiji.

### Mučeništvo
Na božični večer leta 1941 so četniki iz Kistanja ugrabili ter zvezali takrat 27-letnega duhovnika kaplana Kranjca ter ga živega spekli na ražnju. Opolnoči so ga kot "božično čestitko" mrtvega prinesli v cerkev, kjer bi moral maševati, ter ga položili na oltar. Kam so Janeza Kranjca pokopali, ni znano.
O njegovem mučeništvu, življenju in poteh je bila leta 2018 izdana dvojezična knjiga Po poteh don Janeza (Ivana) Kranjca (hrv. Po putovima don Janeza (Ivana) Kranjca).